# Charles Cooley

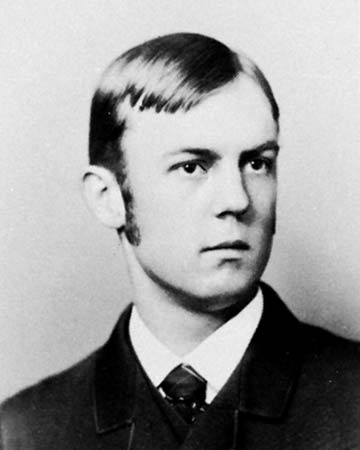
Charles Horton Cooley

Charles Horton Cooley (* 17. August 1864 in Ann Arbor, Michigan; † 7. Mai 1929 ebenda) war ein US-amerikanischer Soziologe. Er war der 8. Präsident der American Sociological Association.
Lewis A. Coser nahm Cooley unter die Masters of Sociological Thought auf.

## Leben
Bis zu seinem 27. Lebensjahr machte sein Vater, Thomas McIntyre Cooley, eine steile Karriere als Richter am Michigan Supreme Court, Dekan des Michigan Law Department, erster Vorsitzender der Interstate Commerce Commission und als Verfasser zahlloser juristischer Abhandlungen. Der Wohnsitz der Familie befand sich gegenüber der University of Michigan.
Cooley reiste viel zwischen 1882 und 1892, bevor er als akademischer Lehrer tätig wurde. Unter anderem studierte er in München. Er begann ein Studium als Ingenieur der Mechanik und dann der Wirtschaftswissenschaften und war zwei Jahre mit einer Studie zur Verhinderung von Eisenbahnunfällen für die Interstate Commerce Commission und über die soziale Bedeutung von Straßenbahnen für das Bureau of the Census beschäftigt. 1890 heiratete er Elsie Jones, Tochter des Dekans des Homeopathic Medical College. Nach sechs Monaten Urlaub in Italien begann Cooley seine Karriere als akademischer Lehrer auf dem Gebiet der Wirtschaftswissenschaften auf Ann Arbor. Mit Unterstützung durch Henry Carter Adams, Leiter des Departments, weitete er 1894/95 sein Lehrangebot auf das Gebiet der Soziologie aus. Zwischenzeitlich hatte er seinen Doktor in Wirtschaftswissenschaften abgelegt mit einer Dissertation über The Theory of Transportation.
Von 1894 bis 1929 weitete Cooley sein Lehrangebot in Soziologie sukzessive aus. 1913 kam mit Warren Thompson, bekannt durch Bevölkerungsstudien, ein zweiter Soziologe hinzu. Bis zum Tode Cooleys waren an der Universität auf dem Gebiet der Soziologie acht Vollzeitstellen vorhanden; aber die Soziologie blieb dennoch stets der Fakultät für Wirtschaftswissenschaften zugeordnet.

## Mentale Auffassung von Gesellschaft
Das meiste von dem, was Cooley gelehrt hatte, wurde ein fester Bestandteil der amerikanischen Konzeption soziologischer Theorie. Der umstrittenste Punkt war seine These (im Anschluss an sozialpsychologische Vorarbeiten von William James, John Dewey und James Mark Baldwin), dass das Individuum schon geistig (mental) ein soziales Wesen sei; die begriffliche Gegenüberstellung Individuum/Gesellschaft sei fehlgeleitete Metaphysik. Gesellschaft fasste er ebenfalls mental auf, insofern sie aus den geistigen Vorstellungen besteht, die aus den sozialen Interaktionen und Kommunikationen herauswachsen.

“So far as the study of immediate social relations is concerned the personal idea is the real person. That is to say, it is in this alone that one man exists for another, and acts directly upon his mind. My association with you evidently consists in the relation between my idea of you and the rest of my mind. If there is something in you that is wholly beyond this and makes no impression upon me it has no social reality in this relation. The immediate social reality is the personal idea; nothing, it would seem, could be more obvious than this. Society then, in its immediate aspect, is a relation among personal ideas.”

Demgegenüber insistierte George Herbert Mead darauf, dass mentale und soziale Prozesse sich auf Grundlage der objektiven Realität abspielen. Erst eine solche Perspektive stelle eine Verbindung her zu Thesen der Verhaltensforschung.

## „The Looking Glass Self“
Cooley ist vor allem für sein Konzept des gespiegelten Selbstbildes bekannt geworden. Er zitiert hierfür Goethe, einen seiner Lieblingsautoren:

„Der Mensch erkennt sich nur im Menschen, nur
 Das Leben lehret jedem was er sei.“

Die Analogie des Spiegelbilds soll darstellen, dass jeder Mensch sein Selbstbild in und durch die sozialen Interaktionen mit anderen Menschen aufbaut:
1. Die Person stellt sich vor, wie sie dem Anderen erscheint.
2. Sie stellt sich vor, wie ihr Erscheinungsbild vom Anderen bewertet wird.
3. Daraus resultiert ein entsprechend positives oder negatives Selbstwertgefühl.[7]

## Werke
- Human Nature and the Social Order. Charles Scribner’s Sons, New York 1902.
- Social organization – a study of the larger mind. Charles Scribner’s Sons, New York 1909.
- Social process. Charles Scribner’s Sons, New York 1918.